# Trumpf
TRUMPF est un fabricant de machines d'usinage de la tôle et de lasers industriels. Le siège de la société, fondée en 1923, est situé en Allemagne, à Ditzingen.